# 天主教馬薩卡教區
天主教馬薩卡教區（拉丁語：Dioecesis Masakaënsis）是烏干達一個羅馬天主教教區，屬坎帕拉總教區。
教區的前身是一個宗座代牧區，成立於1939年5月25日，1953年3月25日升為教區。
教區包括中部區南部共七區。2004年有教友908,220人（佔轄區總人口60.0%）、四十七個堂區、197名司鐸。現任教區主教為塞爾韋魯斯·傑均巴，榮休主教為若翰·卡古瓦。